# Circle Star Theater
Il Circle Star Theater fu un teatro e luogo dello spettacolo a San Carlos nella Contea di San Mateo in California.
Era dotato di un palcoscenico rotante circolare (da cui il nome) grazie al quale nessuno dei suoi 3743 posti a sedere distava oltre 50 piedi (15 metri) dal palco. A differenza degli altri teatri simili dotati di un palcoscenico simile quello del Circle Star Theater poteva ruotare in entrambe le direzioni e senza limite.
Il teatro si trovava al 2 Star Way Circle, San Carlos, CA 94070.

## Storia
Quando aprì all'inizio degli anni '60 era un teatro con annesso ristorante simile all Hyatt House Theatre a Burlingame. Qui la produzione di Lewis & Dare ospitò molti spettacoli di Broadway come la Strana coppia con Ernest Borgnine e Don Rickles.
Nel 1971 il teatro fu venduto alla Marquee Entertainment gestita da Don Jo Medlevine del celebre nightclub Chez Paree di Chicago.
In quel periodo attori del calibro Frank Sinatra, Sammy Davis Jr., Dean Martin, Wayne Newton ed altri calcarono le scene del Circle Star.
Tuttavia in seguito a causa di problemi finanziari Don Jo Medlevine vendette il teatro. Il teatro fallì sotto la gestione del nuovo proprietario nel dicembre del 1993.
Il teatro è stato infine demolito per far posto al Circle Star Center, un complesso contenente due edifici di quattro piani per uffici oltre ad un piccolo albergo.

## Attori
I seguenti Musicisti, attori e commedianti sono apparsi al Circle star:
- Johnny Cash
- Chet Atkins
- The Beach Boys
- Jack Benny
- George Benson
- Chuck Berry
- Sonny & Cher
- Victor Borge
- Bread
- Bonnie Bramlett
- James Brown
- Cameo
- George Carlin
- Johnny Carson
- The Carpenters
- Judy Collins
- Miss Pat Collins, The Hip Hypnotist
- Bill Cosby
- Sammy Davis Jr.
- DeBarge
- Chris LeDoux
- New Edition
- Miami Sound Machine
- Mel Tillis
- The Animals
- Slim Whitman
- Boxcar Willie
- The Kingston Trio
- Roseanne Barr

- The Limelighters
- Don Ellis
- The Fifth Dimension
- Neil Diamond
- Kenny G
- Garry Shandling
- Foreigner (gruppo musicale)
- The Rascals (Reunion Tour)
- Marvin Gaye
- Engelbert Humperdinck (cantante)
- Bob Hope
- The Jackson 5
- The Jets[4]
- Jan & Dean
- George Jones
- Chaka Khan with Rufus
- B.B. King
- Leo Kottke
- Liberace
- Gordon Lightfoot
- Little Richard
- Melissa Manchester
- Barry Manilow
- Richard Marx
- Airto Moreira w/George Duke[5]
- Van Morrison
- Willie Nelson
- Ohio Players
- Con Funk Shun
- Tony Orlando & Dawn

- Ricky Nelson
- Tommy James & the Shondells
- Buck Owens
- Lydia Pense with Cold Blood
- Alec Baldwin
- Richard Pryor
- Kenny Rogers & The First Edition
- Kenny Rogers
- Diana Ross
- Shalamar
- Frank Sinatra
- The Three Stooges
- Tower of Power
- Donna Summer
- Ike Turner
- Roger Troutman
- Conway Twitty
- Luther Vandross
- Dionne Warwick
- Grover Washington Jr.
- Andy Williams
- Wolfe Tones
- Frank Zappa
- Holly Dunn
- Tim Allen
- Julio Iglesias
- Tom Jones
- Bunny Wailer
- The Skatalites
- Yvonne Elliman

- The Statler Brothers
- Carl Perkins
- Jerry Seinfeld
- Bobcat Goldthwait
- Dave Chappelle
- Marsha Warfield
- Hiroshima
- Jerry Lee Lewis
- Andy Kaufman
- KC and the Sunshine Band
- The Lennon Sisters
- Oasis
- Rick James
- Benny Goodman
- The Oakridge Boys
- Kenny Rogers
- Crystal Gayle
- Dan Seals
- Martina McBride
- Restless Heart
- Frankie Valli and The Four Seasons
- The Dave Clark Five
- Redd Foxx
- Harry Chapin
- Jimmy Buffett (with Michael Utley)
- Hamilton, Joe Frank & Reynolds
- Jerry Sinefeld
- Leo Sayer
- Judy Garland